# Panegyrtes apicale
Panegyrtes apicale är en skalbaggsart som beskrevs av Martins och Maria Helena M. Galileo 2005. Panegyrtes apicale ingår i släktet Panegyrtes och familjen långhorningar. Inga underarter finns listade i Catalogue of Life.